# ثعبان كولي

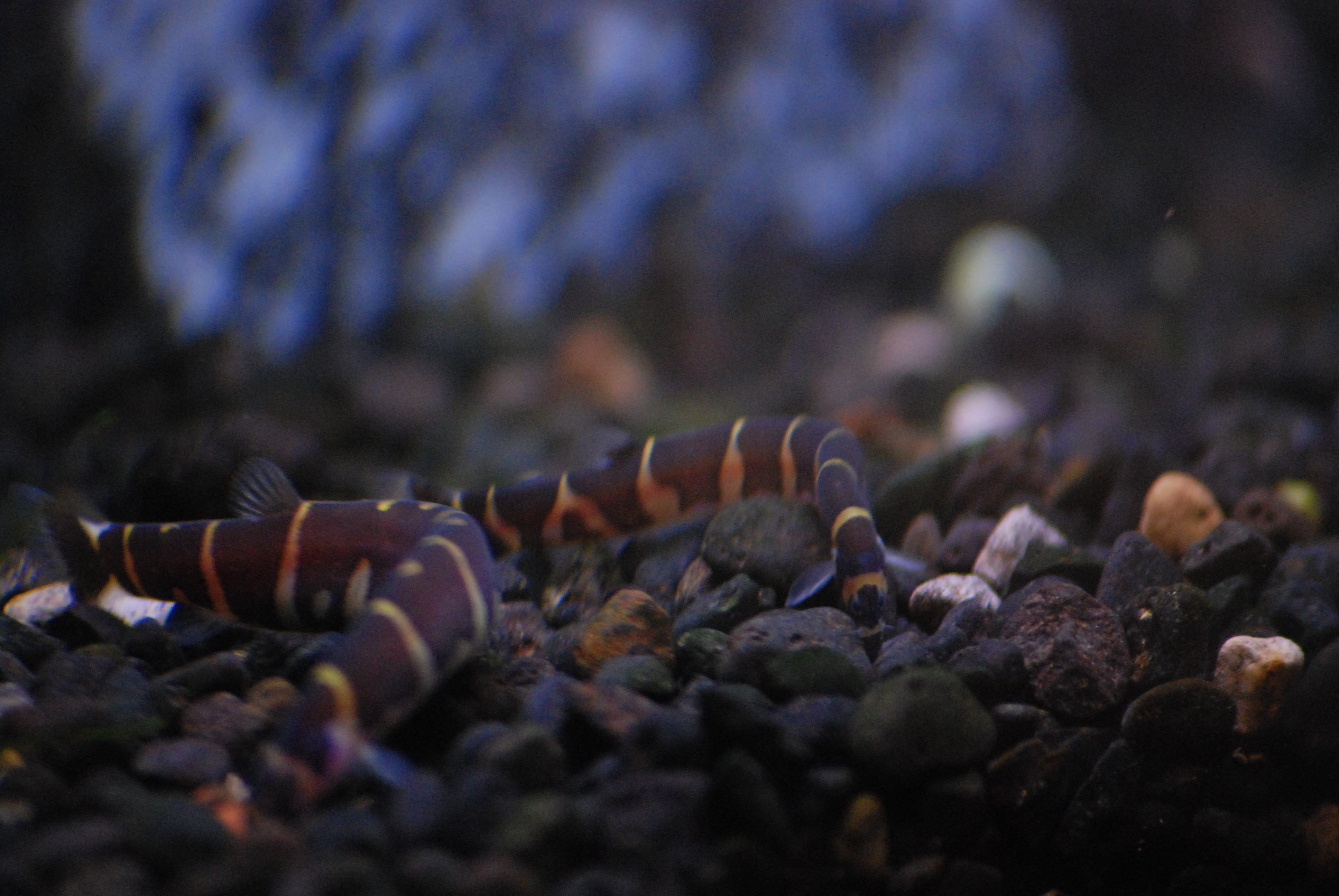

ثعبان كولي (باللاتينية: Osteoglossum bicirrhosum)، (بالإنجليزية: Kuhli Loach) تنتمي لعائلة كوبيتيدي كوبيتيدي ،وهي سمكة نحيلة شبيها بالثعيان وتنشط ليلا .